# Serra de' Conti
Serra de' Conti là một đô thị ở tỉnh Ancona trong vùng Marche, nằm cách 40 km về phía tây của Ancona.
Serra de' Conti giáp các đô thị sau: Arcevia, Barbara, Montecarotto, Ostra Vetere.